# Hochspannungsprüfung
Die Hochspannungsprüfung wird im Bereich der Elektrotechnik dazu verwendet, die Isolationsfestigkeit von elektrischen Betriebsmitteln und Elektroinstallationen sicherzustellen. Sie stellt in diesem Anwendungsbereich einen Teil der Prüfung der Isolationskoordination dar, die mit Hochspannung durchgeführt wird und spezieller Sicherheitsvorkehrungen bedarf. Sie darf nicht mit der Messung des Isolationswiderstands bei der Isolationsmessung, die teils auch mit höherer Spannung als der Bemessungsspannung des Betriebsmittels durchgeführt wird, verwechselt werden.
Der Bereich der Hochspannungsprüfungen umfasst auch Verfahren mittels Stoßspannungsgeneratoren zur Fehlerortung bei Hochspannungskabeln, die im Erdreich verlegt sind.

## Prüfung von Niederspannungskomponenten
Bei im Niederspannungsbereich eingesetzten Geräten der Schutzklasse I und II wird mit der Hochspannungsprüfung überprüft, ob die Isolation eine nach Norm vorgeschriebene Spannungsfestigkeit hat. Dabei wird festgestellt, ob die Isolation der stromführenden Leiter sowie der Sicherheitsabstand zum Gehäuse in Ordnung ist. Prinzipiell wird diese Hochspannungsprüfung an denselben Anschlussstellen wie bei der Isolationswiderstandsprüfung durchgeführt. Die Prüfung wird mit höheren Prüfspannungen durchgeführt als die im normalen Betrieb auftretenden Betriebsspannungen. Die Prüfspannung kann sowohl eine Wechsel- als auch eine Gleichspannung sein und liegt typischerweise im Bereich einiger weniger Kilovolt.
Bei der Prüfung mit Wechselspannung werden sowohl der Strom durch den ohmschen Isolationswiderstand als auch durch den kapazitiven Isolationswiderstand erfasst. Es wird ein Summenstrom aus ohmschem und kapazitivem Anteil ermittelt. Die eigentliche Isolationsmessung umfasst darüber hinaus weitergehende Prüfungen und Messungen, die nicht mit Hochspannung ausgeführt werden.

## Prüfungen von Hochspannungskomponenten
Hochspannungskomponenten, die in der elektrischen Energietechnik eingesetzt werden und auch im Normalbetrieb mit Hochspannung betrieben werden, wie Leistungsschalter, Leistungstransformatoren oder auch Isolatoren, werden im Rahmen einer Hochspannungsprüfung vor der endgültigen Installation und Endabnahme in Hochspannungsprüffeldern und teilweise in Hochspannungslabors auf die garantierten Grenzwerte getestet.
Dabei werden Prüfspannungen bis in den Bereich von 1 MV und knapp darüber eingesetzt, die zur Ermittlung der Grenzen auch über den zulässigen Betriebsspannungen liegen können. Als Hochspannungsquelle dienen spezielle Prüftransformatoren in Kombination mit Spannungsvervielfachern wie der Hochspannungskaskade zur Erzeugung hoher Gleichspannungen. Zur Erzeugung hoher Wechselspannung können mehrere Prüftransformatoren in Reihe als Kaskade verschaltet werden.
Die Serienresonanzsysteme werden unter anderem bei mobilen Prüfungen an Schaltanlagen und Kabeln eingesetzt. Sie können durch Serienresonanz mit variabler, an die Resonanzfrequenz angenäherter Frequenz der Speisespannung (Umrichter, Generatoren variabler Drehzahl) die erforderliche Prüfspannung erzeugen, ohne die aufgrund der Anlagenkapazität hohen Blindleistungen aufbringen zu müssen. 
Marx-Generatoren werden zur Erzeugung hoher, definierter Pulsspannungen im Rahmen der Prüfung verwendet.
Die Hochspannungsprüfung findet in einem abgesperrten Areal statt (Prüffeld, Hochspannungslabor). Das Areal, beispielsweise eine Halle oder ein Teil davon, darf aus Sicherheitsgründen während der Hochspannungsprüfung nicht betreten werden, und ist durch elektrisch leitfähige Wände bzw. Gitter von den benachbarten Kontroll- und Steuerräumen getrennt. Die Zugänge in das Hochspannungsprüffeld müssen über Öffnungsschalter an den Türen gesichert sein. Bei größeren Anlagenteilen wird die Absperrung in Teilen der Fabrikhalle auch durch aufstellbare Abschrankungen und leitfähige Zäune bzw. Wände, Warnleuchten, Signaltöne und Hinweisschilder sichergestellt.
Zur Vermeidung der Ausbreitung von Hochspannung und Störimpulsen beim Durchschlag über Messleitungen in Bereiche außerhalb des Hochspannungsbereichs werden alle Leitungen, die aus bzw. in den Hochspannungsbereich führen, über geerdete Abschirmungen und über Überspannungsschutzeinrichtungen geführt.
Nach erfolgter Hochspannungsprüfung und Abschaltung der Prüfanlage gelten zur Unfallvermeidung strenge Vorschriften, da an aufgeladenen Anlagenteilen wie Hochspannungskondensatoren auch nach Abschaltung die Gefahr von Stromunfällen besteht. Sie müssen zunächst sicher entladen und kurzgeschlossen werden. Zu den Verhaltensweisen zählt daher unter anderem, dass nach der Abschaltung mit Erdungsstangen dauerhaft sichtbare Erdverbindungen hergestellt werden müssen, ehe an den Anlagenteilen weiter gearbeitet werden darf. Siehe auch unter Fünf Sicherheitsregeln.

## Prüfung der Stehspannung von elektrischen Maschinen
DIN EN 60034-1 definiert die Prüfung der Stehspannung (landläufig als Hochspannungsprüfung bezeichnet) als eine der Pflichtprüfungen bei der Serienprüfung elektrischer Maschinen, um Fehler im Isoliersystem zu ermitteln. Die Prüfspannung wird zwischen Wicklung und Gehäuse angelegt. Alle nicht in die Prüfung einbezogenen Wicklungen oder Sensoren werden mit dem Gehäuse verbunden. Sind die einzelnen Wicklungsenden bei Mehrphasenmaschinen über 1 kV individuell erreichbar (z. B. trennbarer Sternpunkt), so ist diese Prüfung für jeden Wicklungsstrang getrennt durchzuführen.
Die Prüfspannung hat grundsätzlich Netzfrequenz und ist möglichst sinusförmig. In Ausnahmefällen darf bei Maschinen über 6 kV eine Prüfung mit Gleichspannung, die dem Scheitelwert der netzfrequenten Prüfspannung entspricht, durchgeführt werden. Die Prüfspannung für Maschinen mit Bemessungsspannungen zwischen 100 V und 24 kV hat im Allgemeinen eine Höhe von 1000 V + doppelte Bemessungsspannung, mindestens 1500 V. Diese ist für eine Dauer von 1 min bei definierten Anstiegs- und Abfallzeiten der Spannung anzulegen. Für andere Spannungsebenen, spezielle Wicklungen oder Betriebsarten sind auch andere, meist höhere Prüfspannungen vorgeschrieben. Während der Prüfung darf kein Durchschlag stattfinden. Es werden außer ggf. dem Spannungsverlauf keine weiteren Messergebnisse aufgezeichnet.
Die Prüfung wird einmalig an neuen Maschinen in voller Höhe durchgeführt. Da sie durch die Höhe der Spannung und die Prüfdauer die Wicklungsisolation stark beansprucht, wird sie bei allen folgenden Prüfungen (z. B. Abnahmeprüfungen und bei Reparaturen) ausschließlich mit reduzierten Werten für die Prüfspannung und bei frisch gereinigten und getrockneten Maschinen wiederholt. Eine betriebsmäßige Prüfung der Isolation (z. B. bei Inbetriebnahme und Wartung) erfolgt im Allgemeinen nur durch eine Isolationsmessung, eine Messung des Polarisationsindexes oder in besonderen Fällen durch eine Messung der Teilentladungen.
Infolge der sehr engen und damit starken, kapazitiven Kopplung zwischen Wicklung und Blechpaket sowie netzfrequenten und teils hohen Prüfspannungen treten bei großen Hochspannungsmaschinen beachtenswerte Prüfströme auf, sodass Prüftransformatoren mit mehreren 100 kVA Leistung erforderlich werden können.